# Второй наилегчайший вес в боксе
Второй наилегчайший вес (англ. Super flyweight, Junior bantamweight) — весовая категория в профессиональном боксе между легчайшей и наилегчайшей весовыми категориями. Предел веса для дивизиона составляет 115 фунтов (52,163 кг).

## Действующие чемпионы мира
| Организация | Дата завоевания титула | Чемпион                  | Рекорд         | Защиты титула |
| ----------- | ---------------------- | ------------------------ | -------------- | ------------- |
| WBA         | 7 июля 2024            | Фернандо Мартинес        | 18-0 (9 KO)    | 0             |
| WBC         | 29 июня 2024           | Джесси Родригес          | 21-0 (14 KO)   | 0             |
| IBF         | 23 мая 2025            | Виллибальдо Гарсия Перес | 23-5-2 (13 KO) | 0             |
| WBO         | 14 октября 2024        | Фумелеле Кафу            | 11-0-3 (8 KO)  | 0             |